# حسين المسعري
حسين المسعري لاعب كرة قدم سعودي سابق ، ولعب في و نادي الهلال ، كما مثل المنتخب السعودي الأولمبي.

## مسيرة اللاعب
تدرج من براعم نادي الهلال و لعب في الفريق الأول .